# 曹大元
曹大元（1962年1月26日—），中国上海人，职业围棋棋手，中国棋院九段。
曹1973年开始学棋，1982年定为六段，1986年升为九段，1994年获得全国围棋个人赛冠军。1994年底连胜三盘，结束第九届中日围棋擂台赛。曹大元的妻子杨晖也是著名围棋棋手，多次获得全国比赛冠军。